# Ciro, il figlio di Target
Ciro, il figlio di Target è stato un programma televisivo italiano comico, ideato da Gregorio Paolini, andato in onda con titoli diversi tra il 1997 e il 2004 su Italia 1.
Il titolo del programma fa esplicito riferimento ad un celebre e crudele scherzo telefonico ordito a Sandra Milo nel gennaio del 1990, durante una puntata del talk show da lei condotto L'amore è una cosa meravigliosa (andato in onda su Rai 2 dal novembre del 1989 al maggio del 1990), in cui una sconosciuta la telefonò in diretta per avvertirla che il figlio Ciro era rimasto coinvolto in un grave incidente stradale. Degli estratti audio della telefonata e della stessa reazione attonita della Milo (la quale, convinta della veridicità della chiamata, abbandonò precipitosamente lo studio urlando il nome del figlio) vennero pure utilizzati nella sigla della prima edizione della trasmissione.
Nel corso degli anni, la trasmissione ha più volte cambiato titolo, dapprima semplicemente in Ciro (1999), poi in Ciro presenta Visitors (2003) e infine Super Ciro (2004). Il titolo delle prime due edizioni fa anche riferimento alla trasmissione di seconda serata di Canale 5 Target, condotto proprio da Gaia De Laurentiis, prima conduttrice del programma. Negli anni successivi la conduzione è passata a Enrico Bertolino insieme a Natasha Stefanenko (1999) ed Elisabetta Canalis (2003), e a Luca e Paolo assieme alle Gemelle Kessler (2004).

## Storia

### Ciro, il figlio di Target(1997-1998)

Il gruppo "storico" dei Cavalli Marci

Il programma debuttò in seconda serata il 29 settembre 1997, con la conduzione di Gaia De Laurentiis. Le prime due edizioni constavano ciascuna di 9 puntate e d'uno speciale. Nel programma figurarono Luciana Littizzetto (che vestiva i panni di Lolita, alle prese col suo distratto "amante" più anziano "Umbert", e faceva le imitazioni delle allora emergenti cantanti Paola & Chiara), Enrico Bertolino (nei panni di Meneghetti, un avido imprenditore milanese "patrocinatore" dello stesso programma), Selen e il gruppo comico genovese dei Cavalli Marci, che si esibiva nella maggior parte dei numeri del programma, registrato negli studi Michelangelo di proprietà di Gerry Scotti e con la direzione di studio affidata a Valerio Bifano.

### Ciro(1999)
La terza edizione, partita nel marzo del 1999, era composta da 10 puntate ed uno speciale che raccoglieva il meglio dell'edizione. Gaia De Laurentiis abbandonava la conduzione, che passava in mano a Enrico Bertolino (il quale già di suo ricopriva il ruolo dell'imprenditore Meneghetti), affiancato da una nuova presenza femminile, Natasha Stefanenko. La presenza come conduttore di Bertolino diede spunto a numerose gag, come gli spot pubblicitari dei prodotti di Meneghetti interpretati dalla pornostar Selen.
In questa edizione non parteciparono i Cavalli Marci (ad eccezione di Luca e Paolo) e Luciana Littizzetto, ma si aggiunsero nuovi comici come Barbara Enrichi, Gianni Fantoni (con le sue imitazioni di Maurizio Costanzo e Zucchero), Sabrina Impacciatore (con le sue impersonazioni di una Lara Croft alle prese con un giocatore incapace che la fa morire in continuazione, di una sexy telefonista e d'una signorina buonasera), Guido Nicheli, Leonardo Manera, Neri Marcorè e Daniele Ruggiano.

#### Ascolti
| Puntata | Data           | Telespettatori | Indice | Special Guest                                   | Fonte  |
| ------- | -------------- | -------------- | ------ | ----------------------------------------------- | ------ |
| 1       | 23 marzo 1999  |                |        | ATPC                                            | [ 5 ]  |
| 2       | 30 marzo 1999  |                |        |                                                 |        |
| 3       | 6 aprile 1999  |                |        |                                                 |        |
| 4       | 13 aprile 1999 | 1.728.000      | 19,14% | Eugenio Finardi                                 | [ 6 ]  |
| 5       | 20 aprile 1999 |                |        | Marina Rei                                      | [ 7 ]  |
| 6       | 29 aprile 1999 |                |        | Carmen Consoli                                  | [ 8 ]  |
| 7       | 6 maggio 1999  |                |        | California Dream Men                            | [ 9 ]  |
| 8       | 13 maggio 1999 |                |        | Max Gazzè, Linus, Albertino e Valerio Staffelli | [ 10 ] |
| 9       | 20 maggio 1999 |                |        | Fausto Leali                                    | [ 11 ] |
| 10      | 27 maggio 1999 |                |        | Max Pezzali e Claudio Cecchetto                 | [ 12 ] |
| SP      | 2 giugno 1999  |                |        |                                                 | [ 13 ] |

### Ciro una volta(2000)
Nel 2000 venne mandato in onda Ciro una volta, una raccolta del meglio delle passate edizioni. Composta da 6 puntate, era condotto da Gianni Fantoni e Antonella Mazzilli.

#### Ascolti
| Puntata | Data            | Telespettatori | Indice | Fonte  |
| ------- | --------------- | -------------- | ------ | ------ |
| 1       | 13 gennaio 2000 | 1.453.000      | 7,49%  | [ 15 ] |
| 2       | 20 gennaio 2000 | 1.580.000      | 8,60%  | [ 16 ] |
| 3       | 27 gennaio 2000 | 1.332.000      | 6,87%  | [ 17 ] |
| 4       | 3 febbraio 2000 | 1.366.000      | 6,73%  | [ 18 ] |

### Visitors(2003)
Nel gennaio del 2003, andò in onda la quarta edizione del programma con il titolo di Ciro presenta: Visitors. Era composta da 9 puntate e da uno speciale che raccoglieva il meglio dell'edizione. Da questa edizione spariscono tutti i comici precedenti ad eccezione di Enrico Bertolino, che continua a condurre il programma, questa volta affiancato da Elisabetta Canalis, e vede la partecipazione di Max Tortora, Federica Fontana e i Fichi d'India. Altri comici di questa edizione sono: Federica Cifola, Andrea Cosentino, Omar Fantini, Sergio Friscia, Italo Giglioli, Paola Minaccioni, Massimo Olcese & Adolfo Margiotta, Ubaldo Pantani, Francesca Reggiani, Simone Schettino, Tecnociccio e Beppe Tosco. Venne replicato nell'estate del 2004, alla vigilia della partenza di un'altra edizione del programma.

#### Ascolti
| Puntata | Data             | Telespettatori | Indice | Fonte  |
| ------- | ---------------- | -------------- | ------ | ------ |
| 1       | 27 gennaio 2003  | 1.769.000      | 15,85% | [ 20 ] |
| 2       | 3 febbraio 2003  | 979.000        | 7,65%  | [ 21 ] |
| 3       | 10 febbraio 2003 | 1.368.000      | 11,43% | [ 22 ] |
| 4       | 17 febbraio 2003 | 1.527.000      | 13,54% | [ 23 ] |
| 5       | 24 febbraio 2003 | 1.332.000      | 11,83% | [ 24 ] |
| 6       | 3 marzo 2003     | 1.395.000      | 12,54% | [ 25 ] |
| 7       | 10 marzo 2003    | 984.000        | 8,95%  | [ 26 ] |
| 8       | 17 marzo 2003    | 1.017.000      | 9,31%  | [ 27 ] |
| 9       | 24 marzo 2003    | 1.041.000      | 9,60%  | [ 28 ] |
| SP      | 31 marzo 2003    | 1.000.000      | 13,82% | [ 29 ] |

### Super Ciro(2004)
Nel novembre del 2004 andò in onda, in prima serata, la quinta ed ultima edizione del programma, composta da 5 puntate e condotta da Luca e Paolo, affiancati dalle gemelle Kessler. In questa edizione ritornarono i volti "storici" del programma, come Luciana Littizzetto, Enrico Bertolino ed una parte degli ex Cavalli Marci (oltre ai già citati Luca e Paolo, figurarono Bianchi e Pulci e Pippo Lamberti), affiancati da comici sia emergenti sia già apparsi nel programma, come Martino Clericetti, Piero Guerrera, Beppe Tosco, Paola Vedani, Andrea Zalone, Federico Taddia, Alessandro Rossi, Vallanzaska, Neri Marcorè, Adolfo Margiotta, Gianni Fantoni, Omar Fantini, Debora Villa, Gabriella Germani, I Ditelo voi e Sabrina Impacciatore.

#### Ascolti
| Puntata | Data             | Telespettatori | Indice | Fonte  |
| ------- | ---------------- | -------------- | ------ | ------ |
| 1       | 2 novembre 2004  | 2.950.000      | 11,07% | [ 31 ] |
| 2       | 9 novembre 2004  | 2.230.000      | 8,04%  | [ 32 ] |
| 3       | 16 novembre 2004 | 2.888.000      | 10,87% | [ 33 ] |
| 4       | 23 novembre 2004 | 2.492.000      | 9,52%  | [ 34 ] |
| 5       | 30 novembre 2004 | 2.623.000      | 10,03% | [ 35 ] |